# 田野浦村
田野浦村（たのうらむら）は、広島県豊田郡にあった村。現在の三原市の一部にあたる。

## 地理
- 河川：沼田川[1]

## 歴史
- 1889年（明治22年）4月1日、町村制の施行により、豊田郡田野浦村が単独で村制施行し、田野浦村が発足[1][2]。
- 1903年（明治36年）1月1日、字久和喜を豊田郡佐江崎村に編入[1][2]。
- 1936年（昭和11年）11月15日、豊田郡須波村、御調郡三原町・糸崎町・山中村・西野村と合併し、市制施行し三原市を新設して廃止された[1][2]。

## 産業
- 農業